# Peter Asschenfeldt
Peter Asschenfeldt (25. oktober 1956) er en dansk erhvervsmand, forlægger og stifter af Asschenfeldts forlag. Peter Asschenfeldt er søn af en præst i Årby ved Kalundborg og har været kæreste med Maria Hirse, med hvem han har et barn. 
Han etablerede Café Ketchup i Pilestræde i 2000, og ejede også en afdeling i Tivoli samt to caféer under navnet Ultimo. Disse lukkede dog alle i 2003 med undtagelse af den i Pilestræde.